# Montceau-les-Mines
Montceau-les-Mines is een gemeente in het Franse departement Saône-et-Loire (regio Bourgogne-Franche-Comté). De plaats maakt deel uit van het arrondissement Chalon-sur-Saône. Montceau-les-Mines telde op 1 januari 2022 16.946 inwoners.

## Geschiedenis
De gemeente heeft een verleden van koolmijnen en van sociale strijd. Al in de 18e eeuw werd hier steenkool gewonnen. De gemeente werd opgericht in 1856 uit delen van de omringende gemeenten. Aan het einde van de 19e eeuw vestigde zich ook andere industrie in de gemeente. Voor de sterk groeiende bevolking werden arbeiderswijken (cités) gebouwd. In 1992 werd de laatste ondergrondse koolmijn gesloten en in 2000 de laatste open koolmijn. Op de oude mijnsites zijn parken aangelegd (park Maugrand en park Saint-Louis).

### Lijst van mijnrampen
- Kolenmijn Cinq Sous
  - 25 april 1851, 60 doden
  - 29 september 1853, 13 doden.
  - 12 december 1867 (mijnstof- of -gasontploffing) 89 doden
- Steenkoolmijn Ravez
  - 24 september 1853, 10 doden
- 22 december 1855, 29 doden
- Steenkoolmijn Sainte-Eugénie
  - 8 november 1872, 41 doden
  - 3 februari 1895, 21 doden en 7 nimmer teruggevonden vermisten

## Geografie
De oppervlakte van Montceau-les-Mines bedroeg op 1 januari 2022 16,62 vierkante kilometer; de bevolkingsdichtheid was toen 1.019,6 inwoners per km². In de gemeente liggen het Canal du Centre en de meren van Plessis en Bourbince, die gegraven werden om het kanaal van water te voorzien.
De onderstaande kaart toont de ligging van Montceau-les-Mines met de belangrijkste infrastructuur en aangrenzende gemeenten.

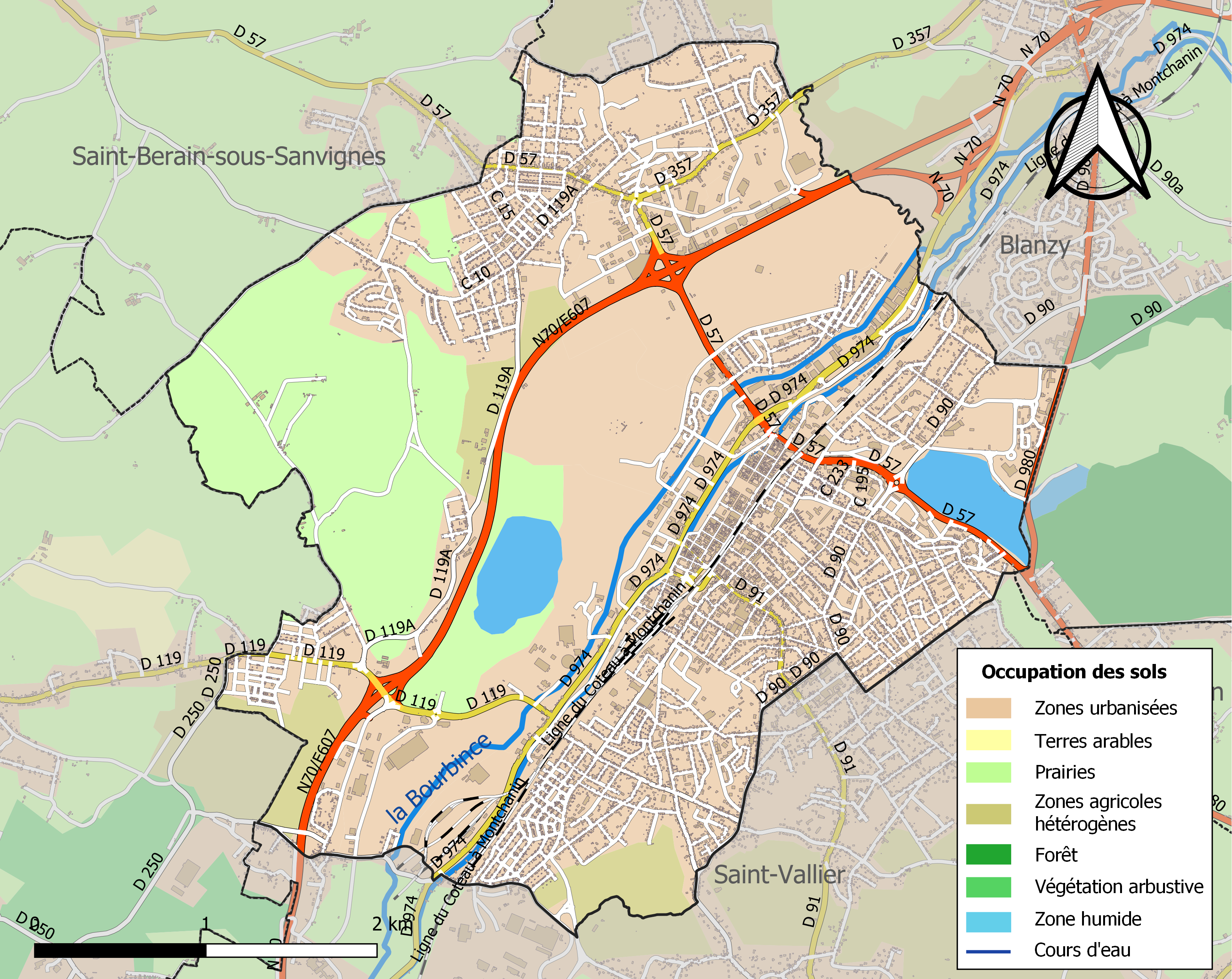

## Vervoer
In het stadscentrum ligt het station van Montceau, op de klassieke spoorlijn Montchanin – Paray-le-Monial en bediend door de TER-trein Montchanin – Moulins.
Door de gemeente lopen 5 buslijnen, waarvan één naar het TGV-station Le Creusot TGV, op 15 km afstand.

## Demografie
Onderstaande figuur toont het verloop van het inwonertal (bron: INSEE-tellingen).

## Afbeeldingen

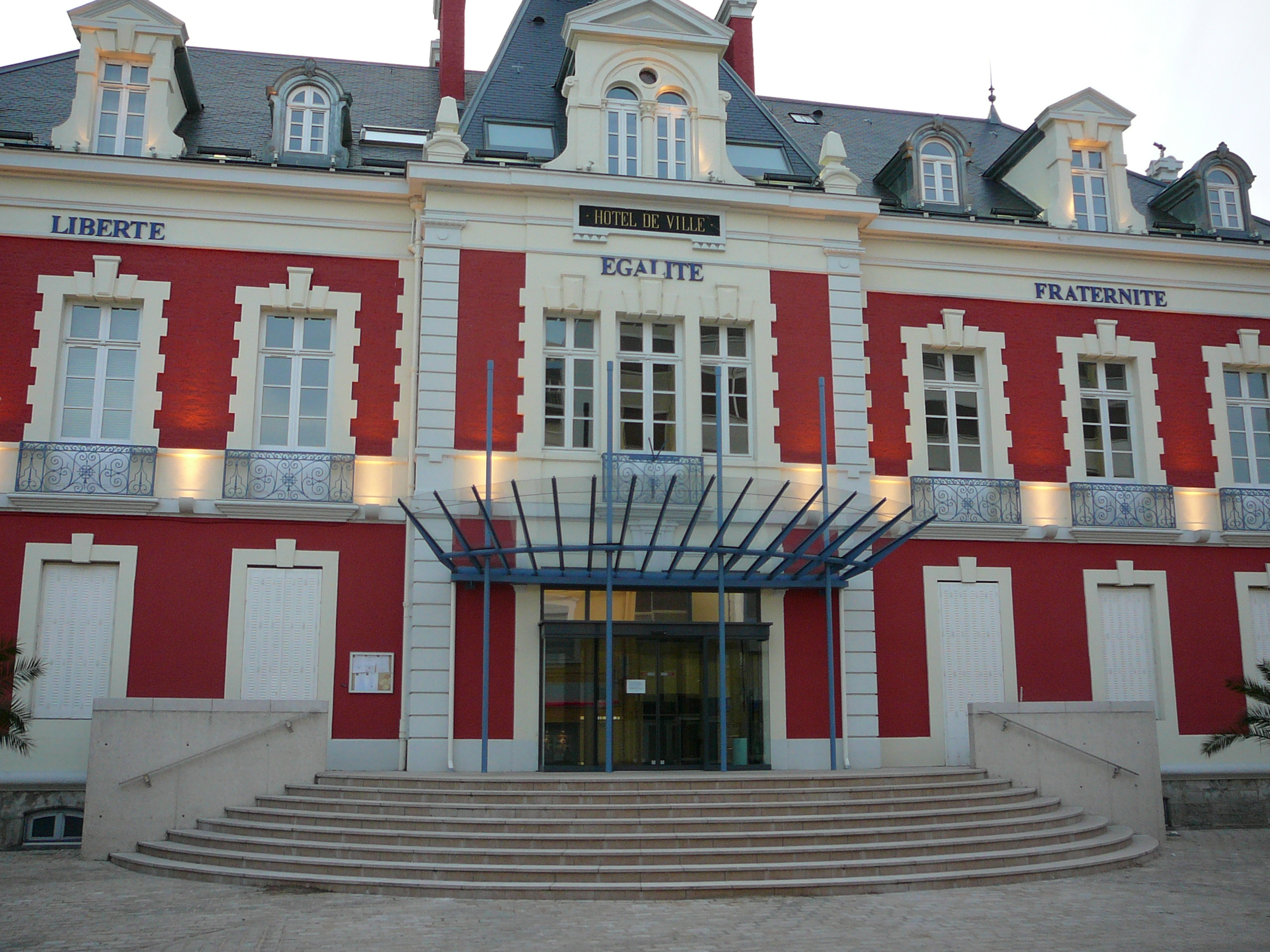
Gemeentehuis
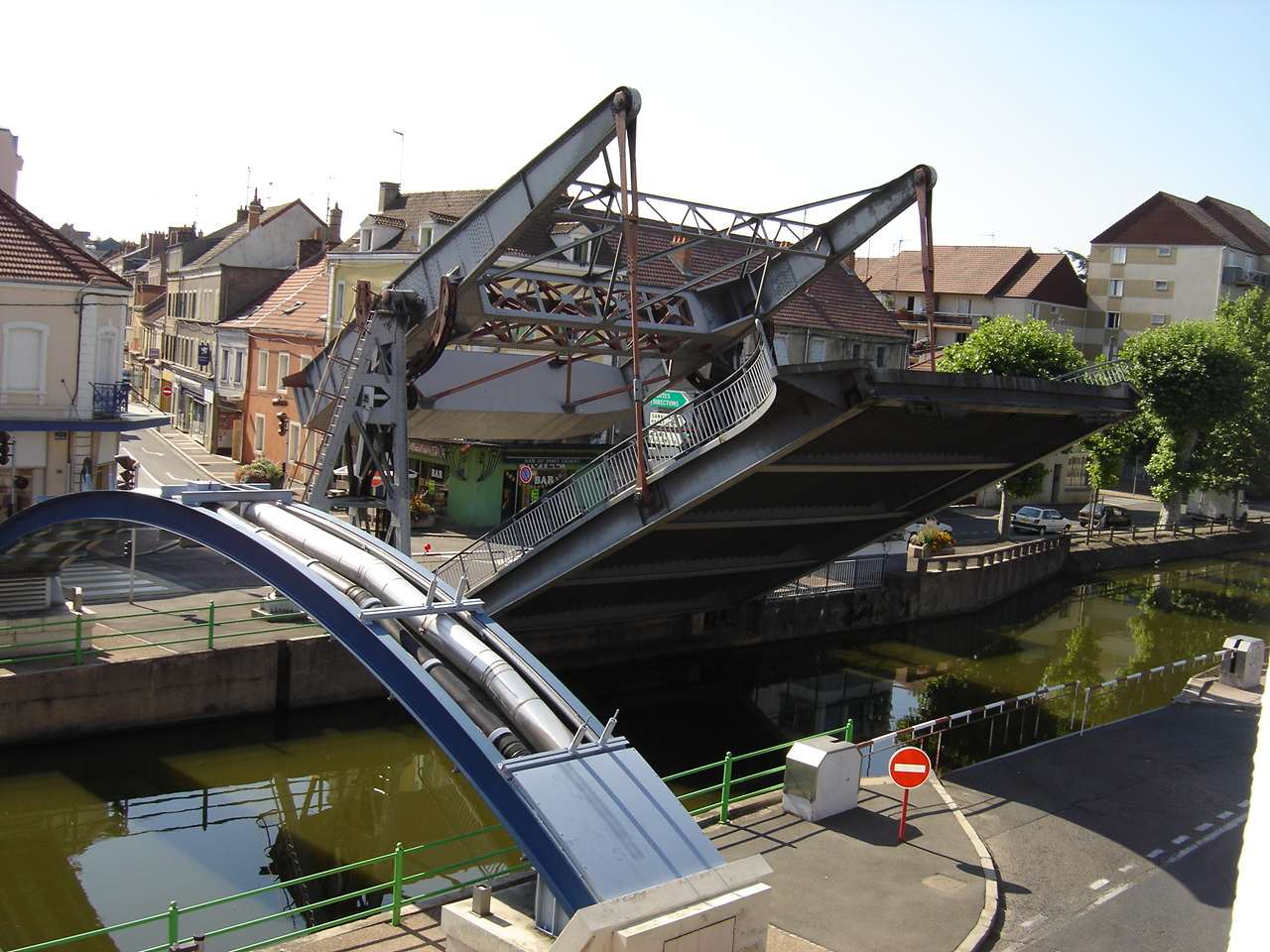
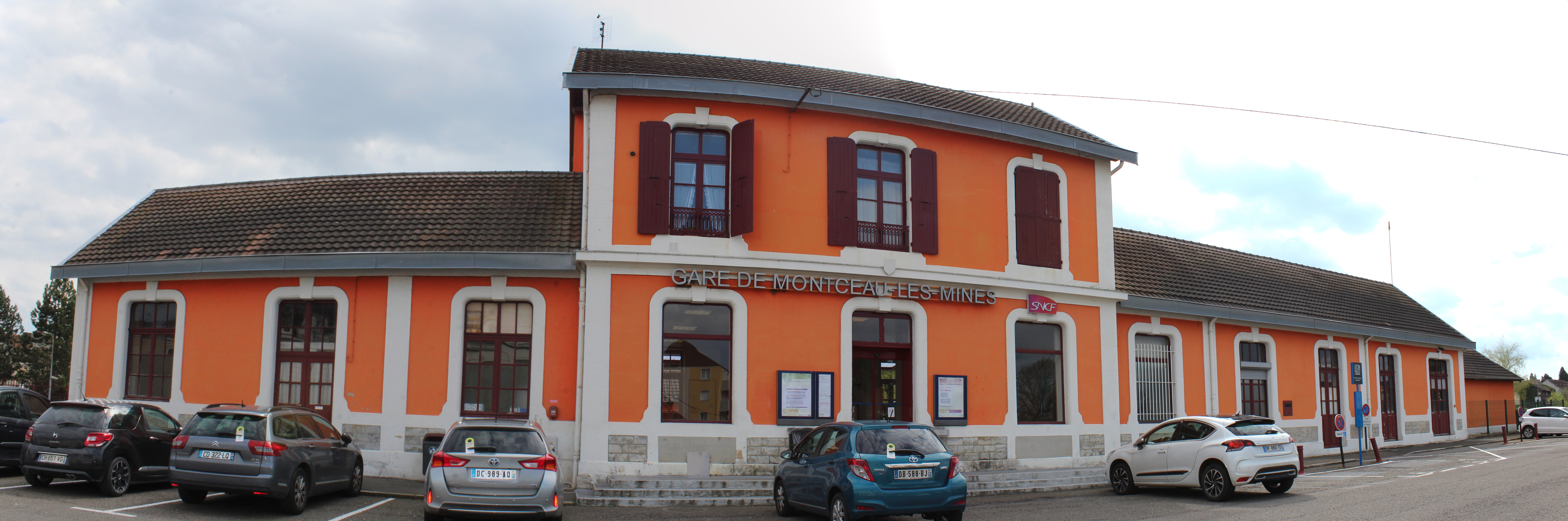
Station

## Geboren in Montceau-les-Mines
- Lise London (1916-2012), weerstandster